# Renfe série 333.2

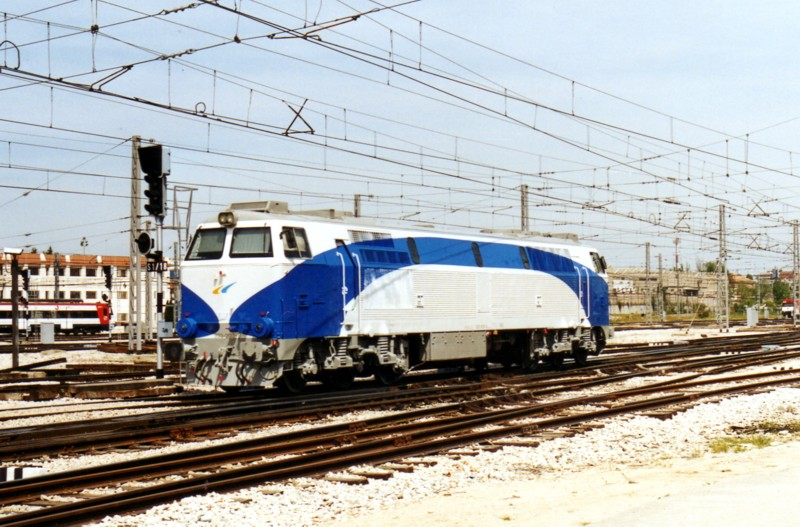
La 333-203 à Madrid-Chamartin le 27 avril 2002

La série 333.2 diesel est née de la nécessité pour la Renfe de disposer d'un materiel thermique capable de circuler à 160 km/h., à une époque où la série 333.0 commence à donner d'inquiétants signes d'instabilité, leur vitesse maximale étant désormais limitée à 120 km/h.

## Conception
C'est à l'occasion de la mise en place de nouveaux bogies sur la série 333.0 que la Renfe décide d'opérer des modifications plus poussées sur la 333-041. Outre les nouveaux bogies étudiés par Alstom, celle-ci voit son rapport d'engrenages modifié pour pouvoir atteindre les 160 km/h. Elle reçoit également un nouveau système de freinage électro-pneumatique, un système de contrôle de la puissance à modulation électronique, et un nouvel équipement électrique capable d'alimenter un train de voyageurs. La ventilation des postes de conduite est également améliorée. Une longue série d'essais a lieu en 1994, afin de fiabiliser le nouveau modèle de bogie dont le comportement dynamique laisse à désirer. Lorsque tout est rentré dans l'ordre, trois autres machines sont transformées sur le même modèle.
- La 333-041 devient 333-201
- La 333-021 devient 333-202
- La 333-052 devient 333-203
- La 333-084 devient 333-204

La  vitesse maximale est limitée à 140 km/h depuis 2002.

## Service
Toute la série 333.2 est affectée au dépôt de Madrid-Fuencarral. La 333-201 est garée en attente de décision en 2003.